# Macis
Le macis, également appelé « fleur de muscade », est l’épice obtenue à partir du tégument de la noix de muscade (l’arille plus précisément). C'est la fine couche entourant la noix de muscade. D'une couleur rouge quand il est frais, le macis devient orange en séchant.

## Utilisation
Plus raffiné que la noix de muscade, on l'utilise en cuisine dans les plats salés, sucrés-salés, mais aussi sucrés.
On le trouve souvent moulu, et plus rarement entier (photo).
D'usage très fréquent pendant l’Antiquité [réf. nécessaire], on associe le macis avec les poissons fins tels que le sandre, la perche, mais aussi avec les viandes blanches (rôti de porc).
En dessert, il se marie très bien avec les fruits poêlés ou encore avec le chocolat.
On l'emploie également dans la préparation de mélanges d’épices pour cretons et tourtières (recettes traditionnelles du Québec), pickles (cornichons) ou de vinaigre épicé pour la conservation de légumes.

## Autres utilisations

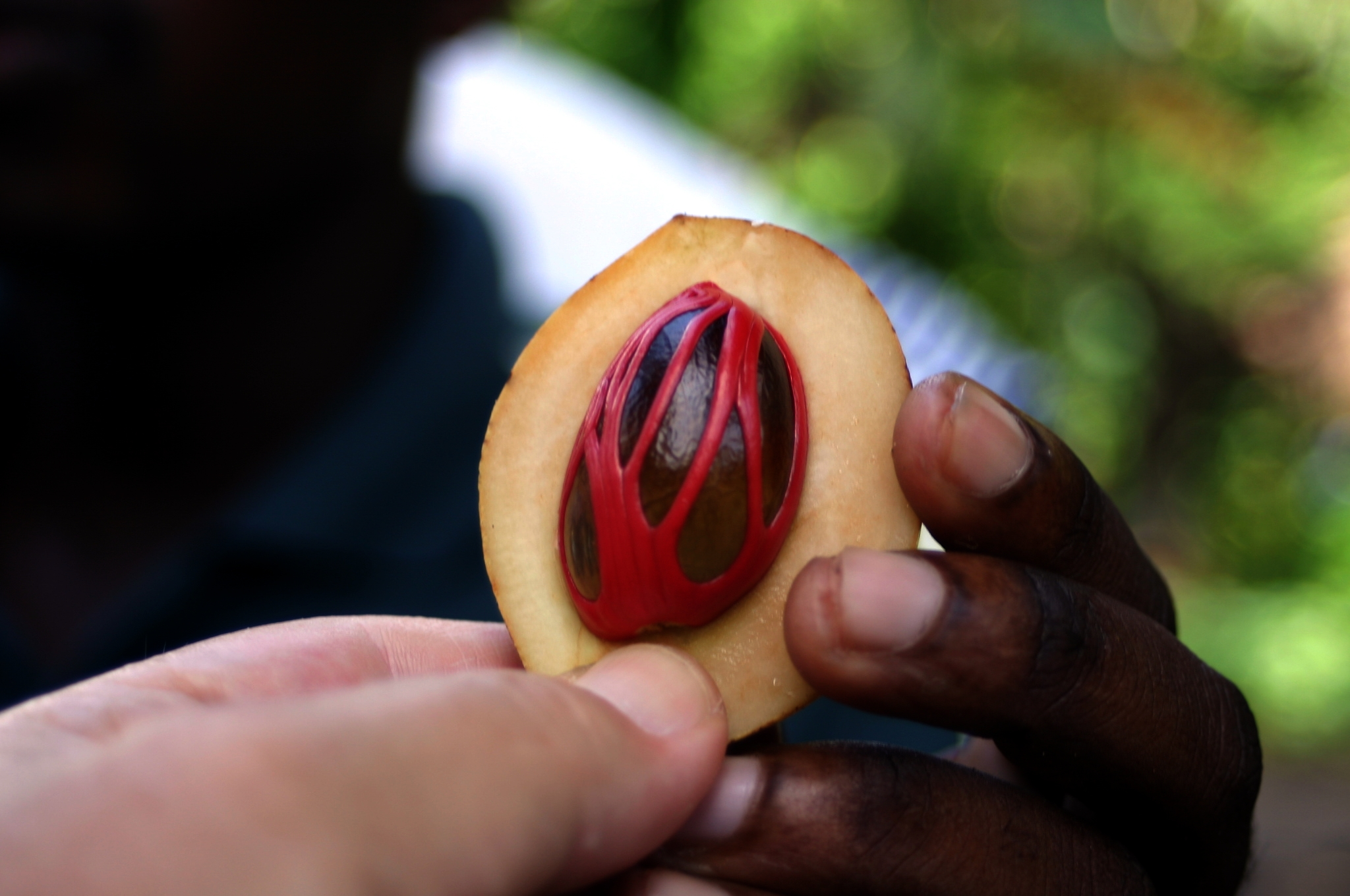
Macis (rouge) entourant la noix de muscade.

Le macis entre dans la composition de l'hypocras, un vin sucré aux épices resté populaire de la fin du moyen-âge au XIXe siècle, ainsi que dans des recettes de vins chauds modernes.
Il fait aussi partie des ingrédients du diaphoenix, remède de la pharmacopée maritime occidentale au XVIIIe siècle .
Il s'intègre très agréablement dans des infusions ou des thés épicés.